# Tommy Suoraniemi
Tommy Suoraniemi   () és un jugador d'handbol suec, ja retirat, guanyador d'una medalla olímpica. Jugava d'extrem dret.
El 1992 va prendre part en els Jocs Olímpics de Barcelona, on guanyà la medalla de plata en la competició d'handbol. També guanyà el Campionat d'Europa de 1994. Amb la selecció nacional sueca jugà un total de 60 partits en què marcà 87 gols.
A nivell de clubs jugà al Tyresö HK i al HK Drott Halmstad, amb qui va guanyar la lliga sueca de 1991 i 1994. Una vegada retirat passà a exercir d'entrenador a l'HK Drott, primer de l'equip juvenil i entre el 2011 i el 2015 del primer equip. El 2016 passà a entrenar la selecció femenina finlandesa.